# پیوس ششم
پاپ پیوس ششم (به انگلیسی: Pius VI) یکی از پاپ‌های کلیسای کاتولیک رم بود. (تولد :۲۵ دسامبر ۱۷۱۷ – درگذشت :۲۹ اوت ۱۷۹۹) که در ایتالیا به دنیا آمد و از ۱۷۷۵ تا ۱۷۹۹ میلادی پاپ بود.